# Evelyn Miralles
Evelyn Miralles, née le 19 février 1966, est une pionnière de la réalité virtuelle à la NASA. Depuis 1993, son programme Dynamic Onboard Ubiquitous Graphics est utilisé pour simuler des opérations spatiales. 

## Biographie
Miralles avait le projet de devenir architecte, mais à l'université de Houston, elle commence à programmer sur des ordinateurs. En 1990, elle obtient une licence de science informatique et de création d'images assistée par ordinateur, et un MBA de management technologique, à l'université Lamar et en 1992, à l'université de Houston-Clear Lake. Depuis, elle a travaillé plus de 20 ans à Houston (Texas) au laboratoire de réalité virtuelle du Centre spatial Lyndon B. Johnson, . Elle y travaille comme Principal Engineer et Technology Strategist.
Depuis 1992, Miralles soutient les missions de la station spatiale internationale et de la navette spatiale américaine. Son premier projet était de construire un modèle en 3D d'une habitation sur la Lune. Cela s'est révélé impossible, mais ce modèle pourrait plus tard être utilisé pour une mission sur la planète Mars. Miralles a co-écrit le Dynamic Onboard Ubiquitous Graphics (DOUG), utilisé depuis 1993 pour l'entraînement en réalité virtuelle des astronautes de la mission STS-61 qui ont réparé le télescope Hubble, puis pour toutes les missions suivantes. 

## Distinctions
- 2012 : prix de la sécurité en vol NASA Silver Snoopy Award
- 2016 : 100 Women[4]
- 2016 : University of Houston–Clear Lake - Ancienne élève distinguée - 2016
- CNET : Top 20 espagnol des Hispaniques les plus influents des États-Unis